# Endiandra flavinervis
Endiandra flavinervis är en lagerväxtart som beskrevs av Teschn.. Endiandra flavinervis ingår i släktet Endiandra och familjen lagerväxter. Inga underarter finns listade i Catalogue of Life.